# Blomstertid (TV-serie)
Blomstertid är en svensk dramaserie från 2009 som började sändas i TV 4 sommaren 2009. Det är en mockumentär serie där filmaren Martin Persson spelar dokumentärfilmaren med samma namn. Han följer och dokumenterar de tre killarna Kenneth, Steven och Anders, som samtliga gestaltas av Peter Magnusson, under deras skoltid i Bromma våren 1994 och 14 år senare. Tre olika livsöden som vävs samman och skildras med både allvar och humor.
I biroller syns bland annat Hanna Alström (Henrietta), Sandra Huldt (Malin), Ann-Sofie Kylin (Stevens mamma) och Jan Åström (Stevens pappa).
Serien fick även en svensk uppföljare 2014 – långfilmen Tillbaka till Bromma.

## My Generation
I januari 2010 köpte den amerikanska tv-kanalen ABC ett pilotavsnitt av Blomstertid kallad Generation Y. Avsnittet sändes i maj 2010. Första avsnittet av serien (som bytte namn till My Generation) sändes 23 september 2010 och sänds på ABC.